# Iranske pokrajine
Iranske pokrajine ili ostani (perz. استان; ostān, množ. استان‌ها; ostānhā) su prvi stupanj državnih administrativnih podjela u Iranu. Svakom od njih upravlja namjesnik (perz. ostāndār) iz sjedišta koji je najčešće najveći grad pokrajine (perz. markaz). Čitavo područje Irana podijeljeno je na ukupno 31 pokrajinu (ili ostan).

## Upravna povijest

### Novovjekovna uprava
Prema Encyclopædia Britannici, Iran se 1908. godine pod kadžarskom dinastijom sastojao od 34 upravne jedinice podijeljene na 26 pokrajina i osam zavisnih teritorija:
| Iranska upravna podjela 1908. g. | Iranska upravna podjela 1908. g. | Iranska upravna podjela 1908. g. | Iranska upravna podjela 1908. g. | Iranska upravna podjela 1908. g. | Iranska upravna podjela 1908. g. |
| Pokrajina                        | Pokrajina                        | Pokrajina                        | Pokrajina                        | Zavisni teritoriji               | Zavisni teritoriji               |
| -------------------------------- | -------------------------------- | -------------------------------- | -------------------------------- | -------------------------------- | -------------------------------- |
| 1                                | Arabistan i Bahtijari            | 14                               | Kamsa                            | 1                                | Asadabad                         |
| 2                                | Astarabad i Gorgan               | 15                               | Har                              | 2                                | Damavand                         |
| 3                                | Azarbajdžan                      | 16                               | Horasan                          | 3                                | Firuzkuh                         |
| 4                                | Fars                             | 17                               | Kom                              | 4                                | Džozihikan                       |
| 5                                | Giro                             | 18                               | Kurdistan                        | 5                                | Kangavir                         |
| 6                                | Gilan i Tališ                    | 19                               | Luristan i Burudžird             | 6                                | Natanz                           |
| 7                                | Hamadan                          | 20                               | Mazandaran                       | 7                                | Tarum Ulija                      |
| 8                                | Irak, Gulpajgan i Hunsar         | 21                               | Nihavand, Malajir i Kamira       | 8                                | Harakan                          |
| 9                                | Isfahan                          | 22                               | Sava                             |                                  |                                  |
| 10                               | Kašan                            | 23                               | Samnan i Damgan                  |                                  |                                  |
| 11                               | Kazvin                           | 24                               | Šahrud i Bostam                  |                                  |                                  |
| 12                               | Kerman i Beludžistan             | 25                               | Teheran                          |                                  |                                  |
| 13                               | Kermanšah                        | 26                               | Zirind i Bagdadi Šahsivinz       |                                  |                                  |

U prvoj polovici 20. stoljeća pod dinastijom Pahlavi zemlja se sastojala od 12 pokrajina:
| Br. | Iranske pokrajine 1940-ih |
| --- | ------------------------- |
| 1   | Ardalan                   |
| 2   | Azarbajdžan               |
| 3   | Beludžistan               |
| 4   | Fars                      |
| 5   | Gilan                     |
| 6   | Perzijski Irak            |
| 7   | Horasan                   |
| 8   | Huzestan                  |
| 9   | Kerman                    |
| 10  | Laristan                  |
| 11  | Luristan                  |
| 12  | Mazandaran                |

Godine 1950. njihov broj smanjen je na deset pokrajina:
| Br. | Iranske pokrajine 1950. g. |
| --- | -------------------------- |
| 1   | Gilan                      |
| 2   | Mazandaran                 |
| 3   | Istočni Azerbajdžan        |
| 4   | Zapadni Azarbajdžan        |
| 5   | Kermanšah                  |
| 6   | Huzestan                   |
| 7   | Fars                       |
| 8   | Kerman                     |
| 9   | Horasan                    |
| 10  | Isfahan                    |

Od 1950. godine broj se pokrajina povećavao razdvojbama postojećih i od 2010. godine Iran se sastojao od ukupno 31 pokrajine.

## Današnja upravna struktura
| Iranske pokrajine |
| --- |
| Alborz Ardabil Bušeher Čahar-Mahal i Bahtijari Isfahan Fars Gilan Golestan Hamadan Hormuzgan Ilam Kerman Kermanšah Huzestan Kuhgiluje i Bojer-Ahmad Kurdistan Luristan Markazi Mazandaran Kazvin Kom Razavi Horasan Semnan Sistan i Beludžistan Teheran Jazd Zandžan Sjeverni Horasan Južni Horasan Zapadni Azarbajdžan Istočni Azarbajdžan Kaspijsko jezero Perzijski zaljev Turkmenistan Afganistan Pakistan Azerbajdžan Armenija T u r s k a Irak Kuvajt Saudijska Arabija |

## Popis pokrajina
| Pokrajina               | Glavni grad | Površina      | Stanovništvo | Gustoća (st./km²) | Broj okruga | Bilješke | Zemljovid |
| ----------------------- | ----------- | ------------- | ------------ | ----------------- | ----------- | --- | --------- |
| Alborška pokrajina      | Karadž      | 5833 km²      | 2,289.375    | 392,5 st./km²     | 4           | Do 23. lipnja 2010. Alborška pokrajina bila je dijelom Teheranske pokrajine. |           |
| Ardabilska pokrajina    | Ardabil     | 17.953 km²    | 1,228.000    | 68,4 st./km²      | 9           | Do 1993. godine Ardabilska pokrajina bila je dijelom pokrajine Istočni Azarbajdžan. |           |
| Bušeherska pokrajina    | Bušeher     | 27.653 km²    | 886.267      | 32 st./km²        | 9           | Bušeherska pokrajina prvotno je bila dijelom pokrajine Fars koja se do 1977. godine zvala Halidž Fars („Perzijski zaljev”).                                                                      |           |
| Čahar-Mahal i Bahtijari | Šahrekord   | 16.332 km²    | 842.002      | 51,6 st./km²      | 7           | Čahar-Mahal i Bahtijari je do 1973. godine bila dijelom Isfahanske pokrajine. |           |
| Fars                    | Širaz       | 133.100 km²   | 4,528.514    | 34 st./km²        | 23          | Prvotno je sadržavala današnju Bušehersku pokrajinu. |           |
| Gilan                   | Rašt        | 14.042 km²    | 2,381.063    | 169,6 st./km²     | 16          | Prvotno je sadržavala današnju Kurdistansku i Zandžansku pokrajinu. |           |
| Golestan                | Gorgan      | 20.195 km²    | 1,617.087    | 80,1 st./km²      | 11          | Golestan je nastala 31. svibnja 1997. g. odvajanjem okruga Aliabad, Gonbad-e Kavus, Gorgan, Kurduj, Minudašt i Turkaman od pokrajine Mazandaran. Do 1937. g. Gorgan je bio poznat kao Astarabad. |           |
| Hamadanska pokrajina    | Hamadan     | 19.368 km²    | 1,674.595    | 86,5 st./km²      | 8           | Hamadanska pokrajina nastala je izdvajanjem iz Kermanšaške pokrajine. |           |
| Hormuzgan               | Bandar Abas | 70.697 km²    | 1,062.155    | 15 st./km²        | 11          | Hormuzgan je prvotno bila dijelom Kermanske pokrajine, a do 1977. godine nosila je naziv Banadir va Džazajiri Bari Oman (Luke i otoci Omanskog zaljeva).                                         |           |
| Huzestan                | Ahvaz       | 64.057 km²    | 4,274.979    | 66,7 st./km²      | 23          | Prvotno je sadržavala današnje pokrajine Luristan odnosno Kuhgiluje i Bojer-Ahmad. |           |
| Ilamska pokrajina       | Ilam        | 20.133 km²    | 548.787      | 27,3 st./km²      | 8           | Ilamska pokrajina nastala je izdvajanjem iz Kermanšaške pokrajine. |           |
| Isfahanska pokrajina    | Isfahan     | 107.027 km²   | 4,559.256    | 42,6 st./km²      | 22          | Godine 1986. Isfahanskoj pokrajini je pripojeno nekoliko okruga pokrajine Markazi. |           |
| Istočni Azarbajdžan     | Tabriz      | 45.491 km²    | 3,603.456    | 79,2 st./km²      | 19          | Nastala je 1950. godine podjelom pokrajine Azarbajdžan |           |
| Jazdska pokrajina       | Jazd        | 129.285 km²   | 958.323      | 7,4 st./km²       | 10          | Jazd je prvotno bila dijelom Isfahanske pokrajine. Godine 1986. pridodani su joj okruzi pokrajine Isfahan, a 2002. godine i veliki horasanski okrug Tabas.                                       |           |
| Južni Horasan           | Birdžand    | 95.385 km²    | 600.568      | 6,3 st./km²       | 8           | Pokrajina je nastala 2004. godine podijelom Horasana na Južni, Sjeverni i Razavi Horasan, a 2007. godine pridodana su joj tri okruga (Bošruja, Firdus i Sarajan) iz pokrajine Sjeverni Horasan.  |           |
| Kazvinska pokrajina     | Kazvin      | 15.549 km²    | 1,143.200    | 73,5 st./km²      | 5           | Pokrajina je nastala 31. prosinca 1996. godine izdvajanjem okruga Kazvina i Takistana iz Zandžanske pokrajine.                                                                                   |           |
| Kermanska pokrajina     | Kerman      | 180.836 km²   | 2,947.345    | 16,3 st./km²      | 20          | Prvotno je sadržavala današnju pokrajinu Hormuzgan. |           |
| Kermanšaška pokrajina   | Kermanšah   | 24.998 km²    | 1,938.060    | 77,5 st./km²      | 14          | Pokrajina i istoimeno sjedište su od 1950. do 1979. godine nosili ime Kermanšahan, a zatim do 1995. godine Bahtaran.                                                                             |           |
| Kuhgiluje i Bojer-Ahmad | Jasudž      | 16.249 km²    | 634.299      | 39 st./km²        | 5           | Prvotno je bila sastavnim dijelom pokrajine Huzestan, a do 1995. godine nosila je ime Bojer-Ahmad i Kuhgiluje                                                                                    |           |
| Komska pokrajina        | Kom         | 11.526 km²    | 1,064.546    | 92,4 st./km²      | 1           | Do 1995. godine bila je sastavnim dijelom Teheranske pokrajine. |           |
| Kurdistanska pokrajina  | Sanandadž   | 28.203 km²    | 1,440.158    | 51,1 st./km²      | 10          | Kurdistanska pokrajina prvotno je bila dijelom pokrajine Gilan |           |
| Luristan                | Horamabad   | 28.294 km²    | 1,716.527    | 60,7 st./km²      | 10          | Luristan je prvotno bila dijelom pokrajine Huzestan. |           |
| Markazi                 | Arak        | 29.130 km²    | 1,326.826    | 45,5 st./km²      | 11          | Prvotno je bila sastavni dio pokrajine Mazandaran, a 1986. godine nekoliko okruga Markazija pridodano je Isfahanskoj Semnanskoj i Zandžanskoj pokrajini.                                         |           |
| Mazandaran              | Sari        | 23.756 km²    | 2,823.606    | 118,9 st./km²     | 16          | Prvotno je sadržavala današnje pokrajine Golestan, Markazi i Semnan. |           |
| Razavi Horasan          | Mašhad      | 118.854 km²   | 5,593.079    | 47,1 st./km²      | 26          | Pokrajina je nastala 2004. godine podijelom Horasana na Južni, Sjeverni i Razavi Horasan. |           |
| Semnanska pokrajina     | Semnan      | 97.491 km²    | 589.742      | 6 st./km²         | 5           | Semnanska pokrajina prvotno je bila dijelom Mazandarana, a 1986. godine pridodano joj je nekoliko okruga pokrajine Markazi.                                                                      |           |
| Sistan i Beludžistan    | Zahedan     | 181.785 km²   | 2,290.076    | 12,6 st./km²      | 14          | Do 1986. godine pokrajina je nosila ime Beludžistan i Sistan. |           |
| Sjeverni Horasan        | Bodžnurd    | 28.434 km²    | 811.572      | 28,5 st./km²      | 7           | Pokrajina je nastala 2004. godine podijelom Horasana na Južni, Sjeverni i Razavi Horasan. |           |
| Teheranska pokrajina    | Teheran     | 12.981 km²    | 12,505.741   | 963,4 st./km²     | 13          | Do 1986. godine Teheranska pokrajina pripadala je pokrajini Markazi. |           |
| Zandžanska pokrajina    | Zandžan     | 21.773 km²    | 970.946      | 44,6 st./km²      | 7           | Zandžanska pokrajina prvotno je bila dijelom Gilana, a 1986. godine pridodano joj je nekoliko okruga pokrajine Markazi.                                                                          |           |
| Zapadni Azarbajdžan     | Urmija      | 37.059 km²    | 2,873.459    | 77,5 st./km²      | 17          | Za vrijeme dinastije Pahlavi Urmija je bila poznata kao Rezaja |           |
| Iran                    | Teheran     | 1,628.750 km² | 70,495.782   | 43,3 st./km²      | 369         | |           |

## Opća statistika
- Tortni grafikon udjela pokrajina u ukupnom broju iranskog stanovništva
- Iranske pokrajine prema udjelu u ukupnom gospodarstvu Irana

## Poveznice
- Iranski okruzi
- Politika Irana
- Zemljopis Irana
- ISO 3166-2:IR

## Vanjske poveznice
- (hrv.) Iranski Kulturni Centar: Pokrajine  Arhivirana inačica izvorne stranice od 16. kolovoza 2011. (Wayback Machine)
- (perz.)(engl.) Statistical Centre of Iran
- (perz.)(engl.) Trade Promotion Organization of Iran
- (engl.) Statoids: Provinces of Iran

Ostali projekti
|  | Zajednički poslužitelj ima još gradiva o temi Iranske pokrajine |
|  | Zajednički poslužitelj sadrži atlas Iran                        |